# HD10303
HD10303 є хімічно пекулярною зорею спектрального класу
F6 й має видиму зоряну величину в смузі V приблизно  9,3.